# Balsameda pulverulenta
Balsameda pulverulenta är en skalbaggsart som beskrevs av Hermann Burmeister 1842. Balsameda pulverulenta ingår i släktet Balsameda och familjen Cetoniidae. Inga underarter finns listade.